# 綾部市工業団地
綾部市工業団地（あやべしこうぎょうだんち）は、京都府綾部市桜ヶ丘にある工業団地である。

## 概要
- 綾部市の住宅開発とともに作られた工業団地である。
- 近くに綾部工業団地という工業団地もある。
- 2006年6月現在、9社が操業中または計画中である。

## 主な立地企業
- 日本通運舞鶴支店綾部物流センター
- 福山通運綾部営業所
- ベルテックス京都工場
- 和幸産業綾部工場
- 関西丸和ロジスティクス
- 有限会社豊栄レース

## 交通
- 最寄のインターチェンジは、舞鶴若狭自動車道綾部IC。
- 最寄駅は、JR西日本舞鶴線淵垣駅
- 国際貿易港の舞鶴港へは約20分。
  - 中国定期コンテナ航路（青島－大連－舞鶴－青島－大連）
  - 韓国定期コンテナ航路（釜山－舞鶴－釜山）